# Saint-Georges d'Argenteuil
La Saint-Georges d'Argenteuil est un patronage paroissial fondé à Argenteuil, dans le Val-d'Oise, en 1884, sous l'appellation de patronage Saint-Denys, quatorze ans avant la création de la Fédération des sociétés catholiques de gymnastique à laquelle il adhère en 1901.

## Historique

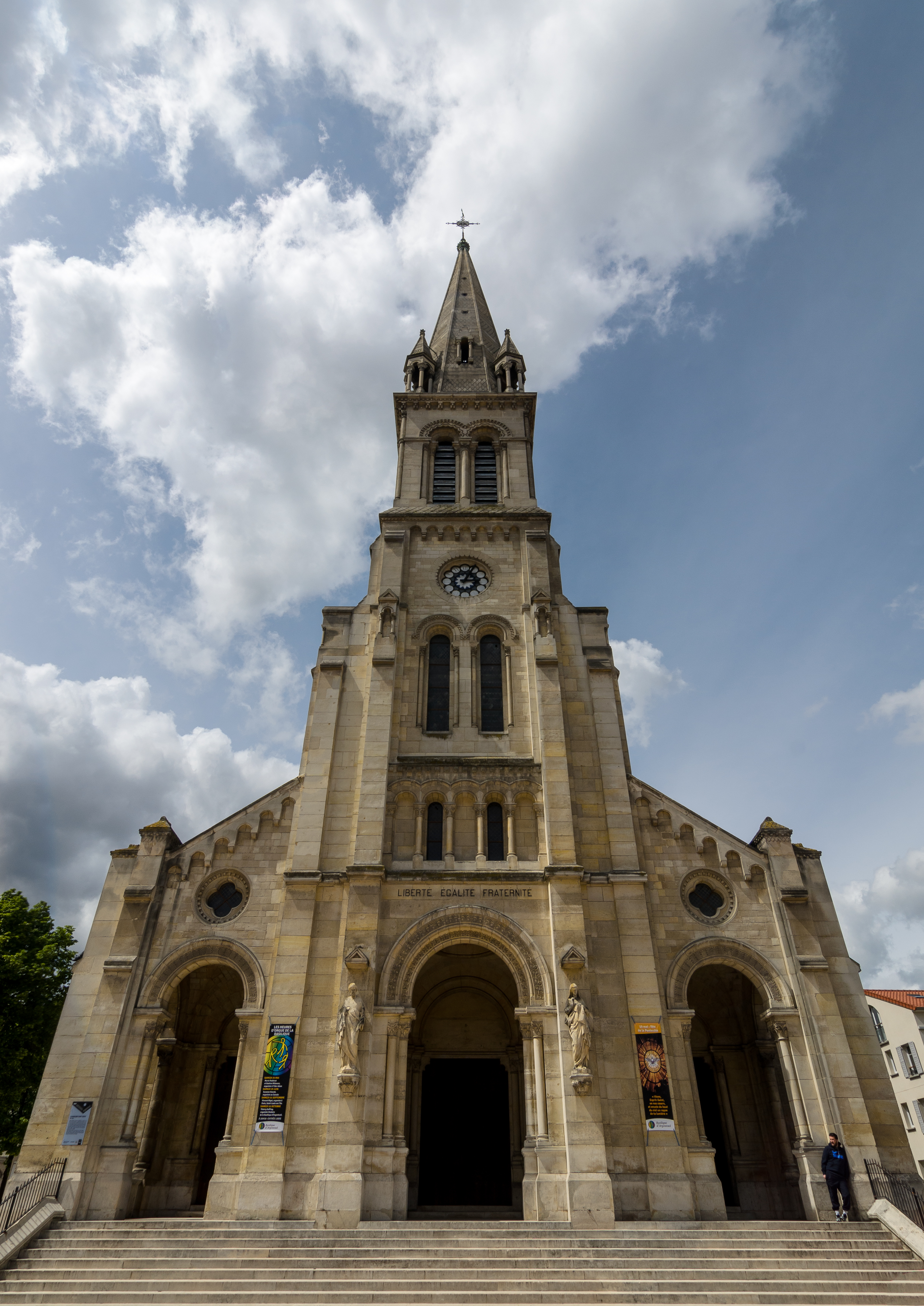
La basilique Saint-Denys d'Argenteuil, berceau de la Saint-Georges.

C'est en 1884, année de pèlerinage et d'ostension de la Sainte Tunique du Christ conservée à Argenteuil depuis le IXe siècle, que les abbés Dacheux et Guérin, inspirés par le catholicisme social, créent avec l'aval de leur curé-doyen, le père Tissier, le patronage paroissial de la basilique Saint-Denis, un des premiers du diocèse de Versailles. Rapidement la gymnastique en devient l'activité phare avec les abbés Soltan — qui le place sous le patronage de Saint Georges — puis Seigneur qui succèdent aux fondateurs.
La saga de ce club, déclaré en 1907 sous son nom actuel, constitue une bonne illustration de l'histoire de ces institutions catholiques, souvent laïcisées de nos jours, que sont les patronages. Il est aussi un des deux plus anciens clubs du département du Val-d'Oise toujours en activité.

### Les origines sociales et patriotiques
En 1890, grâce à une souscription locale l'œuvre est implantée dans ses propres locaux. Il en a couté 8 350 francs-or aux divers donateurs, l'essentiel étant couvert par les industriels Joly, constructeurs des pavillons Baltard des halles de Paris. La catéchèse pour les plus jeunes, les cercles d'étude pour les plus grands, deux « conférences caritatives », une société de secours mutuel, le théâtre, les jeux et la gymnastique en composent tout le programme. Les cérémonies religieuses ont lieu intra-muros pour les membres. En 1901, la gymnastique est affiliée à la Fédération des sociétés catholiques de gymnastique (FSCG) créée trois ans plus tôt par le docteur Paul Michaux et participe dès lors à tous ses rassemblements. Elle est déclarée en préfecture en 1907.

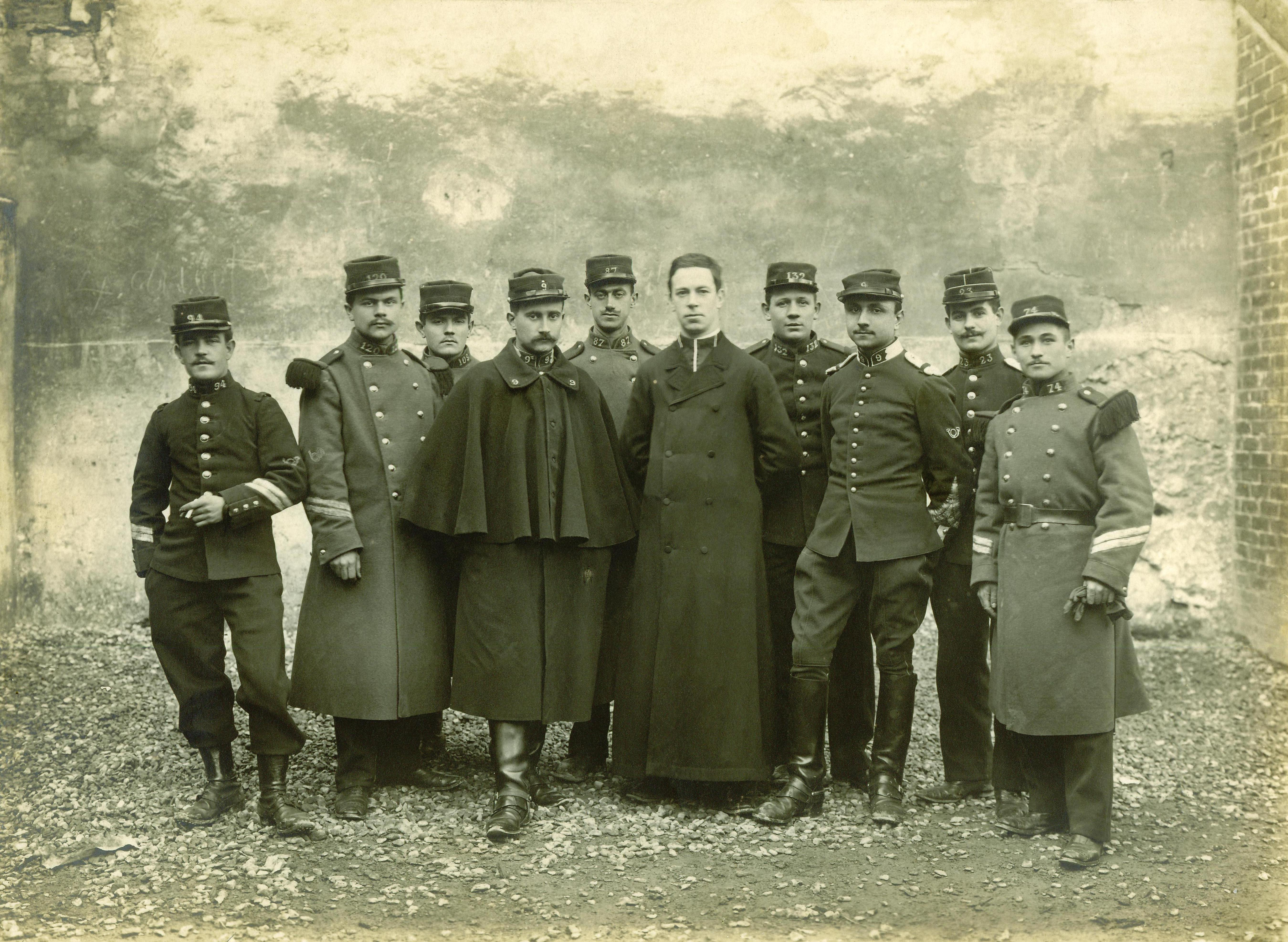
L'abbé Joseph Batut et ses permissionnaires en 1916.

Ses membres participent alors largement au développement de la Fédération gymnastique et sportive des patronages de France (FGSPF) en région parisienne : en 1901 Émile Richard quitte ses rangs pour la charge de moniteur-chef de l'Avant-garde de Montmartre dont il fait la première association de l'Union départementale de la Seine. Les liens resteront très étroits entre ces deux sections qui font chacune la gloire d'un département différent. En 1902 son président Henri Martin, déplacé en Seine-et-Marne, fonde Les Enfants de Saint-Faron, seconde association affiliée à la FSCG, peu avant la Saint-Georges et l'Union de ce diocèse.
En butte à l'hostilité anticléricale de la municipalité, elle ne tarde pas à briller à l'extérieur et devient championne de Seine-et-Oise en 1909 puis à nouveau en 1914, juste avant la mobilisation. Malgré un soutien très organisé à ceux qui sont sur le front, la Grande Guerre ne l'épargne pas et 67 de ses membres restent dans les tranchées, soit 10 % des Argenteuillais tombés au champ d'honneur.

### L'entre-deux guerres

Écusson historique de la Saint-Georges d'Argenteuil.

Elle repart cependant dès la fin des hostilités avec un directeur fort dynamique, l'abbé Joseph Batut qui, associé à Georges Guilbert — président de 1911  jusqu'à son décès en 1942 — fait de ce patronage le premier de l'ex-diocèse de Versailles pendant l'entre-deux guerres.
Ses membres continuent à participer au développement des associations régionales. En 1919, l'abbé Toilon, directeur de la Saint-Georges jusqu'à l'armistice et Louis Hitler prennent en charge l’Étoile de Saint-Leu et en 1923, Maurice Weber est à l'origine de l’Étoile sportive des Champioux  où il est rejoint un peu plus tard par l'abbé Paul Louis son ancien condisciple de la Saint-Georges . L'organisation des loisirs devient vite une priorité sociale. Dès 1922 la Saint-Georges est partenaire privilégié, avec le lycée Jean-Baptiste-Say, d'un camp de la Ligue maritime aux Andelys et en 1927 la colonie de vacances s'implante pour plus de vingt ans à Lélex dans l'Ain.
La gymnastique est championne départementale sans interruption pendant 19 ans . Le football dispose un temps de sa propre plaine de jeux avec stade de l'autre côté de la Seine à Gennevilliers et atteint les 1/8 de finale de Coupe de France en 1934. Une salle de théâtre et de cinéma est construite en 1931. Le basket, l'athlétisme et le cross, le canotage sur la Seine, les centres de vacances, les cercles d'études et caritatifs se développent également toujours au sein de la FGSPF qui a vite succédé à la FSCG. La Saint-Georges connaît cependant quelques revers et difficultés de fonctionnement à la fin des années 1930.

### Le renouveau

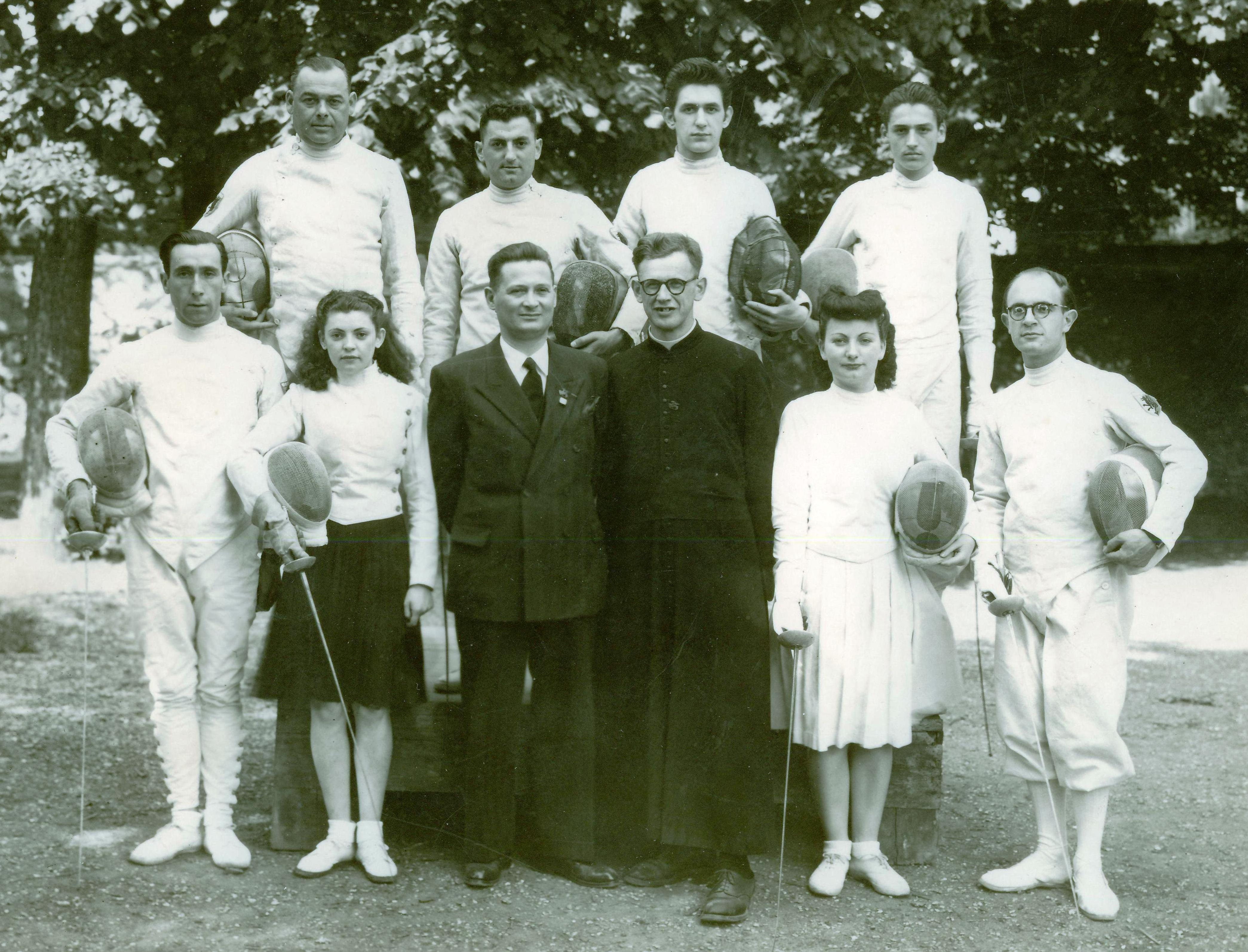
L'abbé François Spahnagel et le président Robert Jusseaume en 1948.

À la suite de cette baisse de régime le patronage reste "en sommeil" pendant toute la Seconde Guerre mondiale pour repartir de plus belle dès la Libération avec un directeur qui s'est illustré dans la Résistance locale, l'abbé François Spahnagel associé à un nouveau président, Robert Jusseaume.
Réorganiser la gymnastique et la fanfare dans les hébergements provisoires, relancer immédiatement la colonie de vacances à Lélex puis récupérer et remettre en état les locaux traditionnels du patronage qui ne sont vraiment réutilisables qu'en 1950 va mobiliser largement leur énergie.
Le patronage voit aussi pendant ce temps la création d'une section féminine de gymnastique qui brille particulièrement dans les années 1960-1970  et se maintient toujours au niveau fédéral un demi-siècle plus tard, le développement des centres de vacances avec l'acquisition de locaux près du Puy-en-Velay dans la Haute-Loire et l'apparition plus éphémère du judo, du tennis de table, de l'escrime .

### La laïcisation
À partir de 1965 et la réforme territoriale de l'Île-de-France, la Saint-Georges, située en terre de mission ouvrière par le nouveau diocèse de Pontoise, est contrainte de s'éloigner de la paroisse sans toutefois rompre complètement les ponts avec elle, au moment même où les remaniements urbains la privent de ses locaux historiques. Elle connaît alors à nouveau des moments délicats.

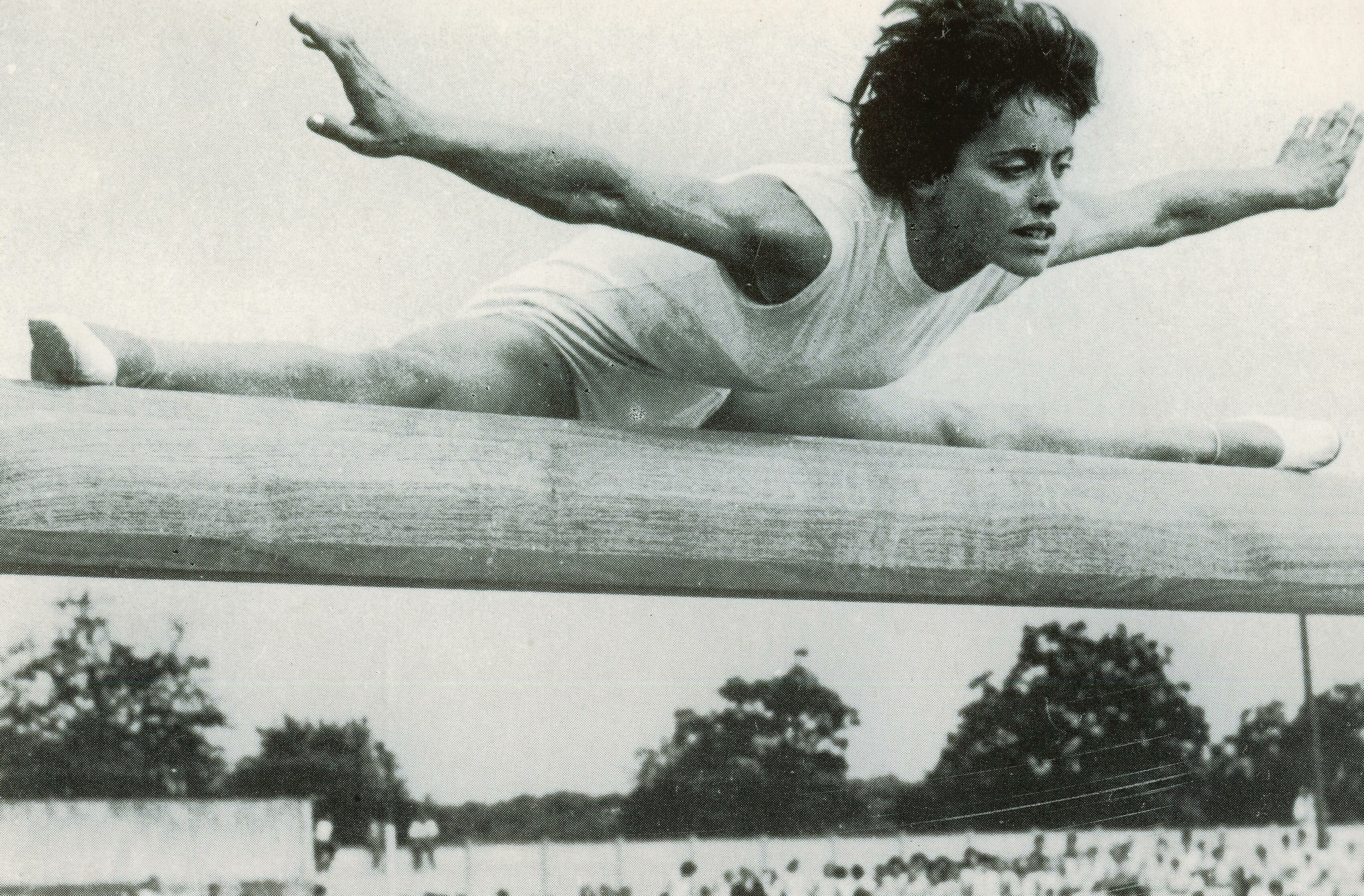
Christiane Portia-Dubocquet, championne de France FSCF de 1958 à 1965.

Dès 1970 Georges Eyssautier, un nouveau président qui le reste jusqu'à l'aube du XXIe siècle, sait rétablir un climat plus serein. Renforcée d'une importante section de natation et avec son équipe de gymnastique féminine inamovible championne d'Île-de-France depuis 20 ans, elle poursuit son chemin au sein de la Fédération sportive et culturelle de France (FSCF), à laquelle elle a fourni depuis 50 ans bon nombre de dirigeants régionaux et nationaux. Pour ces derniers, citons :
- Jacques Aubert, membre de la commission fédérale de tennis de table ;
- Gilberte Fraboulet, membre de la commission fédérale de gymnastique féminine, juge internationale, responsable fédérale de la formation des juges puis secrétaire administrative de la FSCF ;
- Christiane Portia-Dubocquet, championne fédérale de gymnastique féminine de la FSF huit années consécutives de 1958 à 1965, présélectionnée olympique en 1960, onze fois sélectionnée pour les rencontres internationales de la Fédération internationale catholique d'éducation physique et sportive (FICEP) où elle a obtenu huit podiums dont cinq places de première, membre de la commission fédérale de gymnastique féminine[9] ;

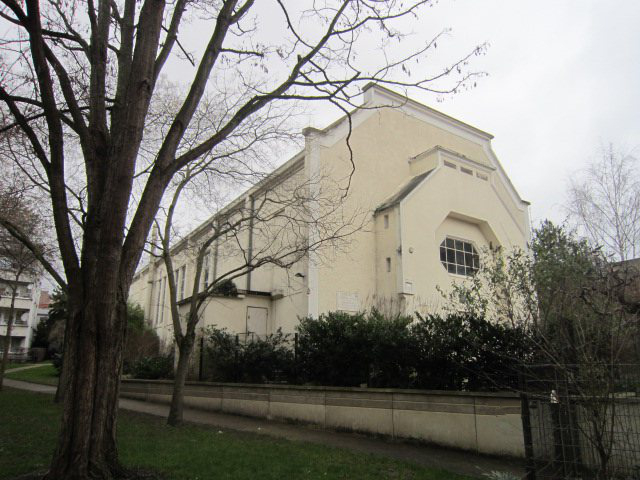
La salle Saint-Georges, bâtie pour le théâtre et le cinéma en 1931 est transformée en salle de gymnastique à la fin des années 1960.

- Claude Piard, membre de la commission fédérale de gymnastique féminine, responsable fédéral de la formation des cadres, entraîneur fédéral (1964-1983) et plus récemment membre de la commission Histoire et Patrimoine de la FSCF ;
- Roseline Piard, membre de la commission fédérale de gymnastique féminine, juge internationale et capitaine de l'équipe fédérale [P 14] ;
- Roger Daguenet, membre de la commission fédérale de natation ;
- Jean-Bernard Perié, président du comité départemental FSCF du Val-d'Oise ;
- Daniel Piard, responsable de la commission technique nationale de gymnastique de l'Union générale sportive de l'enseignement libre (UGSEL) ;
- Jacques Lagarde, également président du comité départemental ;
- Lucile Sainton, membre des commissions fédérales médicale et santé, bien-être, mieux-être (SBEME) ;
- le docteur Thierry Schweterlee, membre de la commission médicale ;
- de nombreux juges et cadres techniques fédéraux[SH 1].

En 2014 la Saint-Georges célèbre ses 130 ans d'existence et republie aux éditions l'Harmattan le petit ouvrage relatant son histoire.

## Immobilier

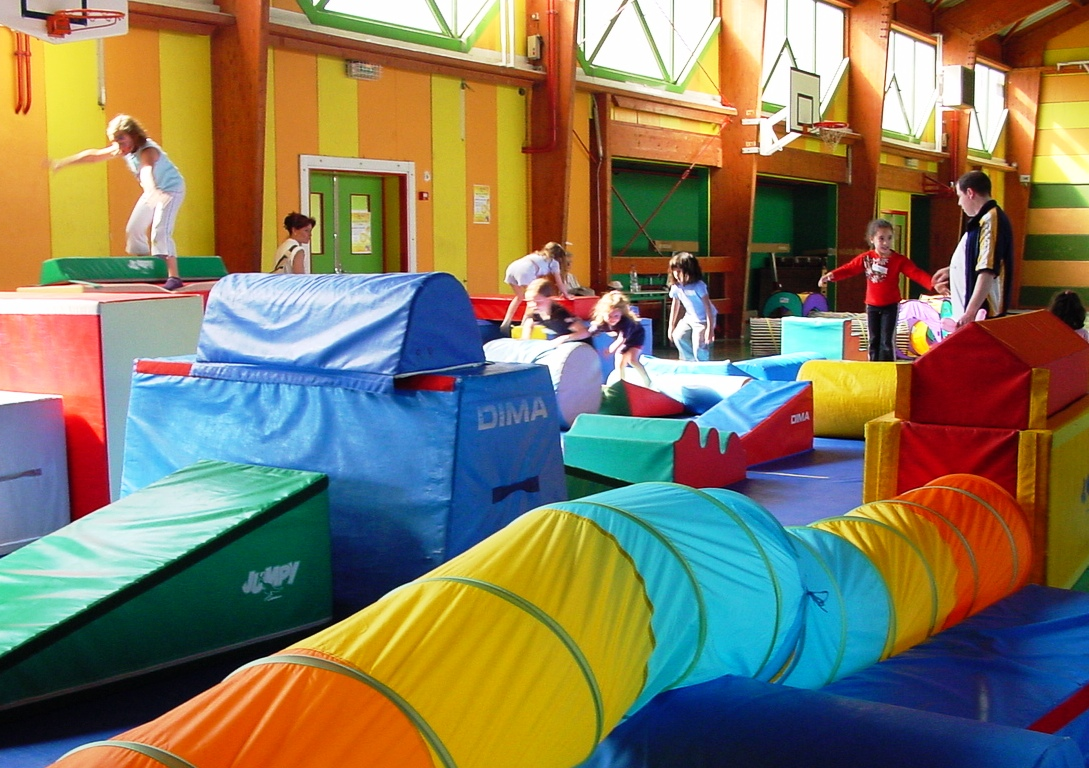
L’éveil moteur de l’enfant dans un gymnase de la ZUP d'Argenteuil.

Le complexe construit en 1890, bien que restauré à partir de 1945, a beaucoup souffert de son usage pendant la guerre et présente vite des signes de vétusté. Construit dans un quartier voué à la rénovation, il est détruit au début des années 1960. La gymnastique trouve alors refuge dans la salle de théâtre et de cinéma construite en 1931 et inutilisée depuis quelques années. Deux tranches de travaux et l'installation d'un nouveau chauffage la transforment en salle spécialisée de gymnastique. Une importante troisième tranche de remise à niveau a été réceptionnée le 12 octobre 2013.
Des locaux propres à l'association étant retrouvés, l'engagement de ses dirigeants au sein de l'office municipal des sports (OMS) permet de compléter les besoins dans les installations municipales au milieu des années soixante, d'y expérimenter des activités nouvelles et de contribuer au développement social et sportif de la zone à urbaniser en priorité (ZUP) où les nouvelles installations sortent de terre. L'athlétisme, la gymnastique rythmique et sportive (GRS) et le tennis font ainsi une éphémère apparition alors que la natation, la gymnastique d'entretien et de loisirs puis l'éveil de l'enfant s'implantent de façon durable.

## Dirigeants

### Présidents
| #  | Nom                | Période     |
| -- | ------------------ | ----------- |
| 1  | curé-doyen Tessier | 1890-1894   |
| 2  | Henri Martin       | 1894-1899   |
| 3  | René Alexandre     | 1899-1907   |
| 4  | M. Watelet         | 1907-1911   |
| 5  | Georges Guilbert   | 1911-1943   |
| 6  | Robert Jusseaume   | 1945-1957   |
| 7  | Pierre Percheron   | 1957-1961   |
| 8  | Robert Jusseaume   | 1961-1966   |
| 9  | Marcel Lebot       | 1966-1968   |
| 10 | Prosper Rambier    | 1968-1969   |
| 11 | Jean Michel        | 1969-1979   |
| 12 | Georges Eyssautier | 1979-2002   |
| 13 | Jacques Lagarde    | 2002-2022   |
| 14 | Sandra Fiolet      | depuis 2022 |

Les trois premiers cités sont présidents du patronage Saint-Denys d'Argenteuil et le premier président de l'association déclarée sous le régime de la loi de 1901 est le quatrième de la liste : M. Watelet dont aucun document d'archive n'a retenu le prénom.
Depuis, trois présidents ont assuré un mandat de vingt ans et plus :
- Georges Guilbert (1911-1942)[P 18] ;
- Georges Eyssautier (1979-2002), également vice-président de l'Office municipal des sports d'Argenteuil[11].
- Jacques Lagarde (2002-2022), également président du comité départemental FSCF du Val-d'Oise

### Aumôniers-directeurs
| #  | Nom                                            | Période   |
| -- | ---------------------------------------------- | --------- |
| 1  | abbés Dacheux et Guérin                        | 1884-1886 |
| 2  | abbé Zoltan                                    | 1886-1889 |
| 3  | abbé Grillard                                  | 1889-1899 |
| 4  | abbé Seigneur                                  | 1899-1905 |
| 5  | abbé Chapeau, adjoint abbé Batut               | 1905-1911 |
| 6  | abbé Toilon, adjoint abbé Batut                | 1911-1919 |
| 7  | abbé Batut                                     | 1919-1928 |
| 8  | abbés Pochez et Goursat                        | 1928-1934 |
| 9  | abbés Roques et Buffle, adjoint abbé Spahnagel | 1934-1944 |
| 10 | abbé Spahnagel                                 | 1944-1956 |
| 11 | abbé Coutureau                                 | 1956-1958 |
| 12 | abbé Léger                                     | 1958-1961 |
| 13 | abbé Olivier                                   | 1961-1963 |
| 14 | abbé Thorens                                   | 1963-1965 |
| 13 | abbé Pichon                                    | 1965-1969 |

Le dernier directeur-aumônier, Jo Pichon quitte l'association en 1969. Outre les deux fondateurs et les abbés Zoltan et Seigneur qui étaient aussi moniteurs de gymnastique, deux prêtres ont particulièrement marqué la Saint-Georges et l'histoire d'Argenteuil comme directeur-adjoint puis directeurs. Ce sont les abbés Joseph Batut (1905-1928)  et François Spahnagel (1941-1956) auxquels la ville d'Argenteuil a dédié le square des deux abbés qui jouxte la basilique.
Pour ce qui est des cadres techniques, curieusement, un très grand nombre se prénommant Pierre, la devise initiale du patronage Tout droit et en belle humeur est devenue au fil du temps La Saint-Georges est bâtie sur Pierre, longtemps déclinée comme hymne du club.